# 폴리이미드

폴리이미드의 일반적인 화학 구조

폴리이미드(영어: polyimide, PI)는 이미드 단량체의 중합체이다. 폴리이미드는 1955년 이후로 대량생산되어 왔다. 폴리이미드는 높은 내열성을 가지고 있기 때문에 고온의 연료 전지, 디스플레이, 다양한 군사적 용도와 같은 견고한 유기 재료를 요구하는 분야에서 다양하게 사용되고 있다. 고전적인 폴리이미드는 피로멜리트산 이무수물과 4,4'-옥시다이아닐린의 축합에 의해 생성되는 캡톤이다.

## 분류
주사슬의 구성에 따라 폴리이미드는 다음과 같이 나뉠 수 있다.
- 지방족 (선형 폴리이미드)
- 반방향족
- 방향족: 내열성 때문에 가장 많이 사용되는 폴리이미드이다.

주사슬들 사이의 상호 작용의 유형에 따라 폴리이미드는 다음과 같이 나뉠 수 있다.
- 열가소성: 슈도열가소성이라고도 한다.
- 열경화성: 가공되지 않은 레진, 폴리이미드 용액, 스톡 형상, 얇은 시트, 라미네이트 및 가공 부품으로 시중에서 구입할 수 있다.

## 합성
폴리이미드는 다음과 같은 여러 가지 방법으로 제조할 수 있다.
- 이무수물(다이안하이드라이드)과 다이아민 사이의 반응(가장 많이 사용되는 방법).
- 이무수물과 다이아이소사이안산염 사이의 반응

이들 물질의 전구체로 사용되는 이무수물로는 피로멜리트산 이무수물, 벤조퀴논테트라카복실산 이무수물 및 나프탈렌테트라카복실산 이무수물 등이 있다. 일반적인 다이아민 빌딩 블록에는 4,4'-옥시다이아닐린, m-페닐렌다이아민(MDA), 3,3-다이아미노다이페닐메테인이 있다. 수백 가지의 다이아민 및 이무수물들은 이러한 물질들의 물리적 특성, 특히 가공 특성을 조정하기 위해 조사되었다. 이러한 물질들은 평면 소단위체들 간에 전하-전달 상호 작용에 의해 불용성이고 높은 연화 온도를 갖는 경향이 있다.

## 특성
열경화성 폴리이미드는 내열성, 우수한 화학적 저항성, 뛰어난 기계적 성질 및 특징적인 오렌지색/노란색으로 잘 알려져 있다. 흑연 또는 유리 섬유 보강재와 혼합된 폴리이미드는 최대 50,000 psi (340 MPa)의 굽힘강도 및 3,000,000 psi (21,000 MPa)의 굽힘탄성계수를 갖는다. 열경화성 폴리머 매트릭스 폴리아미드는 매우 낮은 크리프 및 높은 인장 강도를 나타낸다. 이러한 특성은 최대 232 °C의 온도에서 지속적으로 사용하고, 704 °C까지 짧은 시간 내에 사용하는 동안 유지된다. 성형 폴리이미드 부품 및 라미네이트는 내열성이 매우 우수하다. 이러한 부품 및 라미네이트의 정상 작동 온도는 극저온에서 260 °C를 초과하는 온도 범위를 갖는다. 폴리이미드는 또한 본질적으로 불꽃 연소에 내성이 있으며, 일반적으로 난연재와 혼합할 필요가 없다. 대부분 VTM-0의 UL 등급을 갖는다. 폴리이미드 라미네이트는 249 °C에서 400시간의 굽힘 강도 반감기를 갖는다.
일반적인 폴리이미드 부품은 일반적으로 사용되는 용매 및 오일(탄화수소, 에스터, 에터, 알코올 및 프레온 등)의 영향을 받지 않는다. 또한 폴리이미드는 약산에도 견딜 수 있지만, 알칼리 또는 무기산이 함유된 환경에서는 사용하지 않는 것이 좋다. CP1 및 CORIN XLS와 같은 일부 폴리이미드는 용해성이 있으며 광학적 선명도가 높다. 용해성은 스프레이 및 저온 경화 용도로 사용된다.

## 이용

### 절연 및 부동태 필름

폴리-옥시다이페닐렌-피로멜리티마이드인 "캡톤"의 구조

폴리이미드 소재는 가볍고, 유연하며, 열과 화학물질에 강하다. 따라서 전자 산업에서 플렉서블 케이블 및 권선의 절연 필름으로 사용된다. 예를 들어, 노트북 컴퓨터에서 메인 보드와 디스플레이를 연결하는 케이블(노트북 컴퓨터를 열거나 닫을 때마다 구부러져야 함)은 종종 구리 도체가 있는 폴리이미드 기반인 경우가 많다. 폴리이미드 필름의 예로는 Apical, 캡톤, UPILEX, VTEC PI, 노턴 TH 및 Kaptrex가 있다.
폴리이미드는 의학용 또는 고온용 광섬유를 코팅하는데 사용된다.
폴리이미드 수지는 집적 회로 및 MEMS 칩의 제조에서 절연 및 부동태 층으로도 사용된다. 폴리이미드 층은 기계적 신장 및 인장 강도가 좋으며, 폴리이미드 층들 사이 또는 폴리이미드 층과 침전된 금속 층 사이를 접착시키는 것을 돕는다. 금 필름과 폴리이미드 필름 사이의 최소 상호작용은 폴리이미드 필름의 고온에서의 안정성과 결합되어 다양한 유형의 환경 스트레스를 받을 때 신뢰할 수 있는 단열성을 제공하는 시스템이 되도록 한다. 또한 폴리이미드는 휴대폰 안테나용 기판으로도 사용된다.
우주선에 사용되는 다층 단열재는 일반적으로 얇은 알루미늄 층으로 코팅된 폴리이미드로 만들어진다. 우주선 외부에서 흔히 볼 수 있는 금처럼 보이는 물질은 실제로 단 하나의 알루미늄 층이 마주보고 있는 단일 알루미늄 코팅 폴리이미드이다. 황갈색 폴리이미드는 표면을 금색처럼 보이게 한다.

### 기계 부품
폴리이미드 분말은 소결 기술(고온 압축 성형, 직접 성형, 등압 압축 성형)로 부품 및 형상을 만드는데 사용할 수 있다. 폴리이미드는 고온에서도 높은 기계적 안정성으로 인해 까다로운 용도에서 부싱(bushing), 베어링, 소켓 또는 건설 부품으로 사용된다. 마찰공학적 특성을 향상시키기 위해 흑연, 폴리테트라플루오로에틸렌(PTFE) 또는 이황화 몰리브데넘과 같은 고체 윤활제를 사용한 화합물이 일반적이다. 폴리이미드 부품 및 형상에는 P84 NT, VTEC PI, Meldin, 베스펠 및 Plavis 등이 있다.

### 필터
석탄 화력 발전소, 폐기물 소각로 또는 시멘트 공장에서 폴리이미드 섬유는 고온의 가스를 여과하는데 사용된다. 필터로 사용되는 폴리이미드 섬유는 배기가스에서 먼지와 미립자를 분리한다.
폴리이미드는 또한 물을 정수하는데 있어서 역삼투막이나 메이플 시럽의 생산과 같이 물에 희석된 물질을 농축하는데 사용되는 가장 일반적인 물질이다.

### 기타
폴리이미드는 분출 압력에 저항하기 위해 유연성과 화학적 저항성이 결합된 혈관 카테터와 같은 의료용 튜브에 사용된다.
반도체 산업에서는 폴리이미드를 고온 접착제로 사용한다. 폴리이미드는 또한 기계적인 스트레스의 완충제로도 사용된다.
일부 폴리이미드는 포토레지스트처럼 사용될 수 있다. 현상액에 잘 녹게 되는 형태(포지티브형) 또는 잘 녹지 않게 되는 형태(네거티브형)의 포토레지스트와 같은 폴리이미드가 시장에 존재한다.
이카로스와 같이 솔라 세일 기술을 사용한 우주선은 폴리이미드 수지 돛을 사용하여 로켓 엔진 없이 작동한다.

## 같이 보기
- 폴리아미드
- 폴리아미드이미드
- 중합
- PI첨단소재

## 더 읽을거리
- Modern Plastic Mid-October Encyclopedia Issue, Polyimide, thermoset, page 146.
- Varun Ratta: POLYIMIDES: Chemistry & structure-property relationships – literature review (Chapter 1).